# Ernst Wiesner

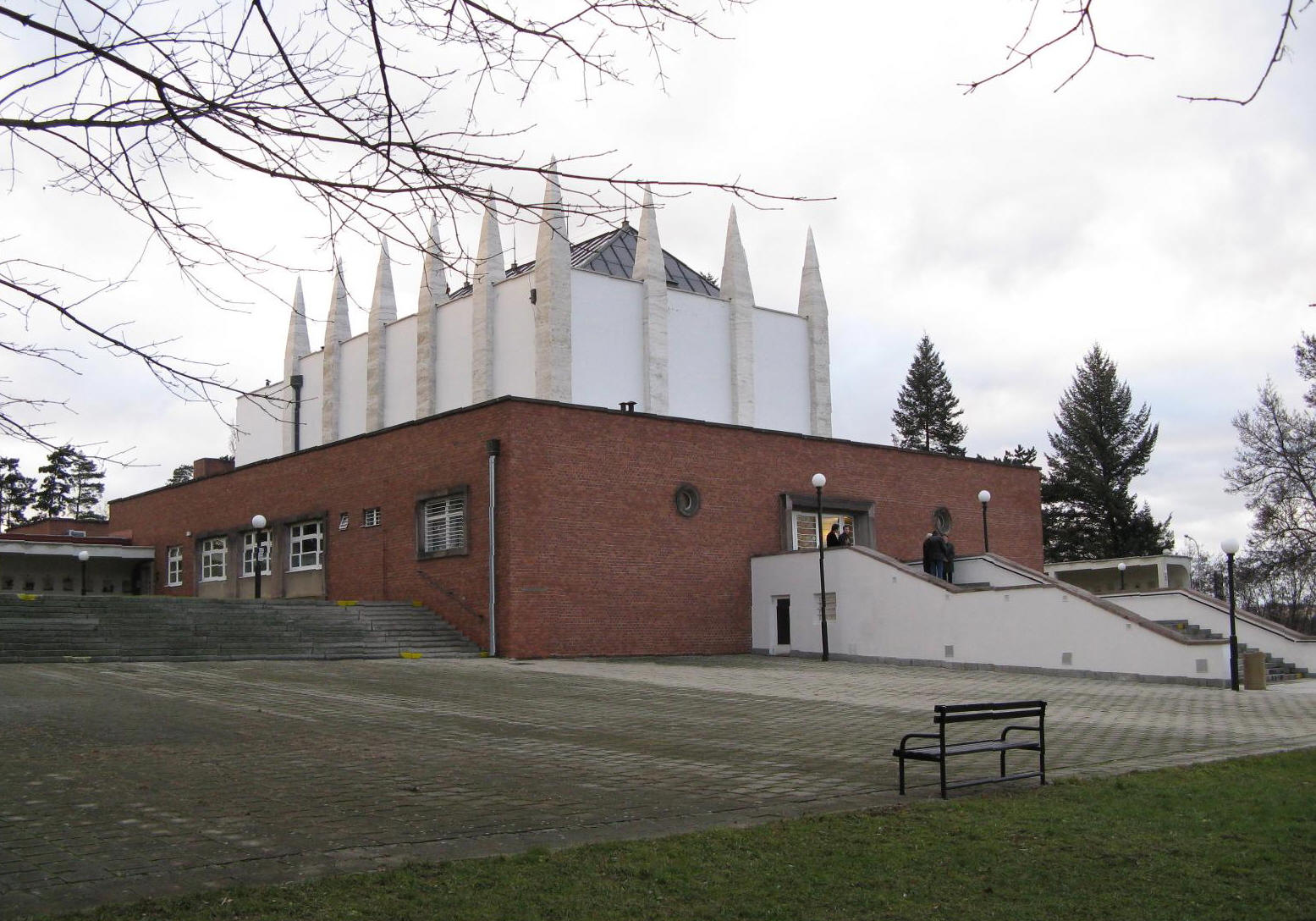
Krematorium in Brünn

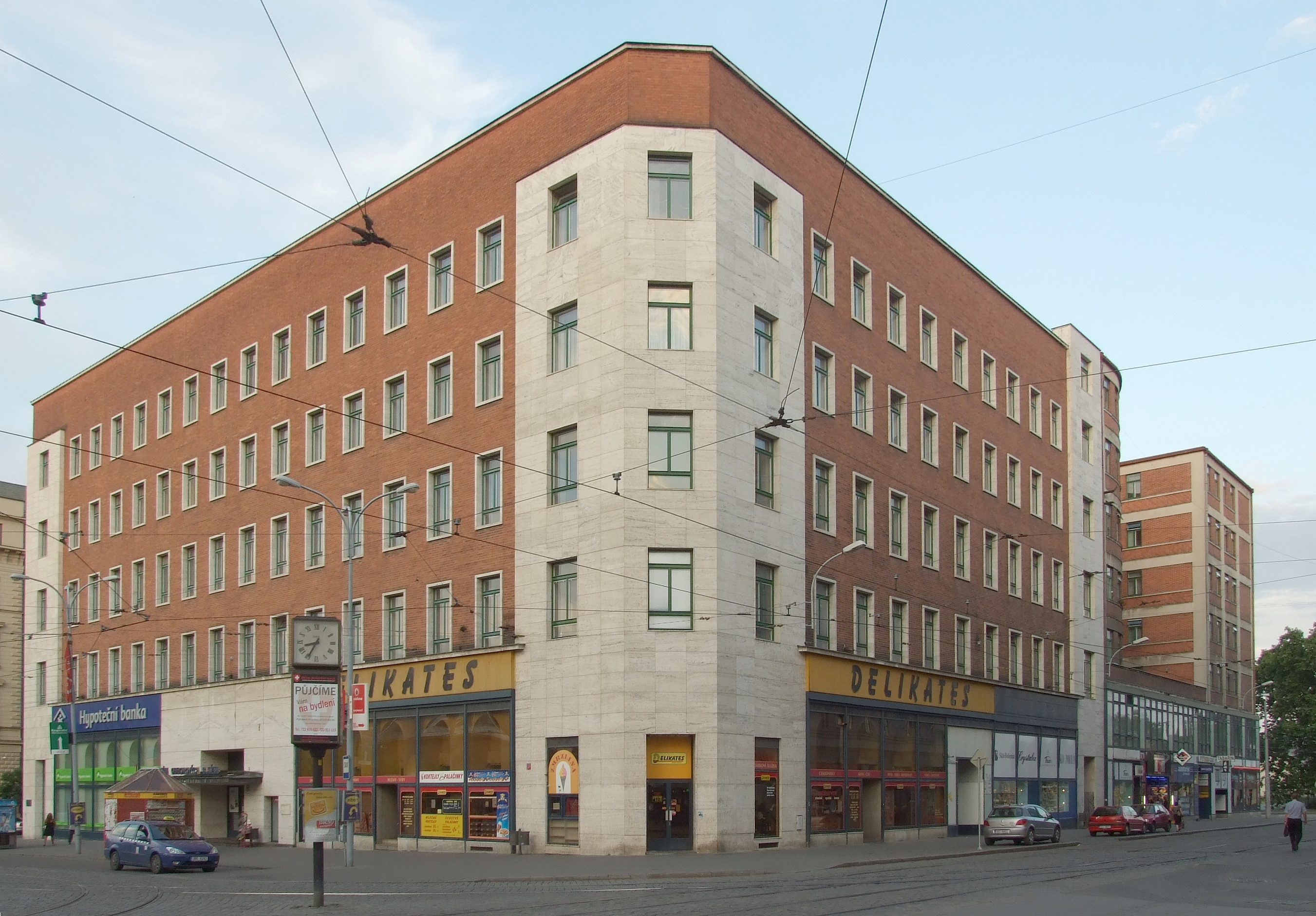
Heutiger Morava-Palast in Brünn

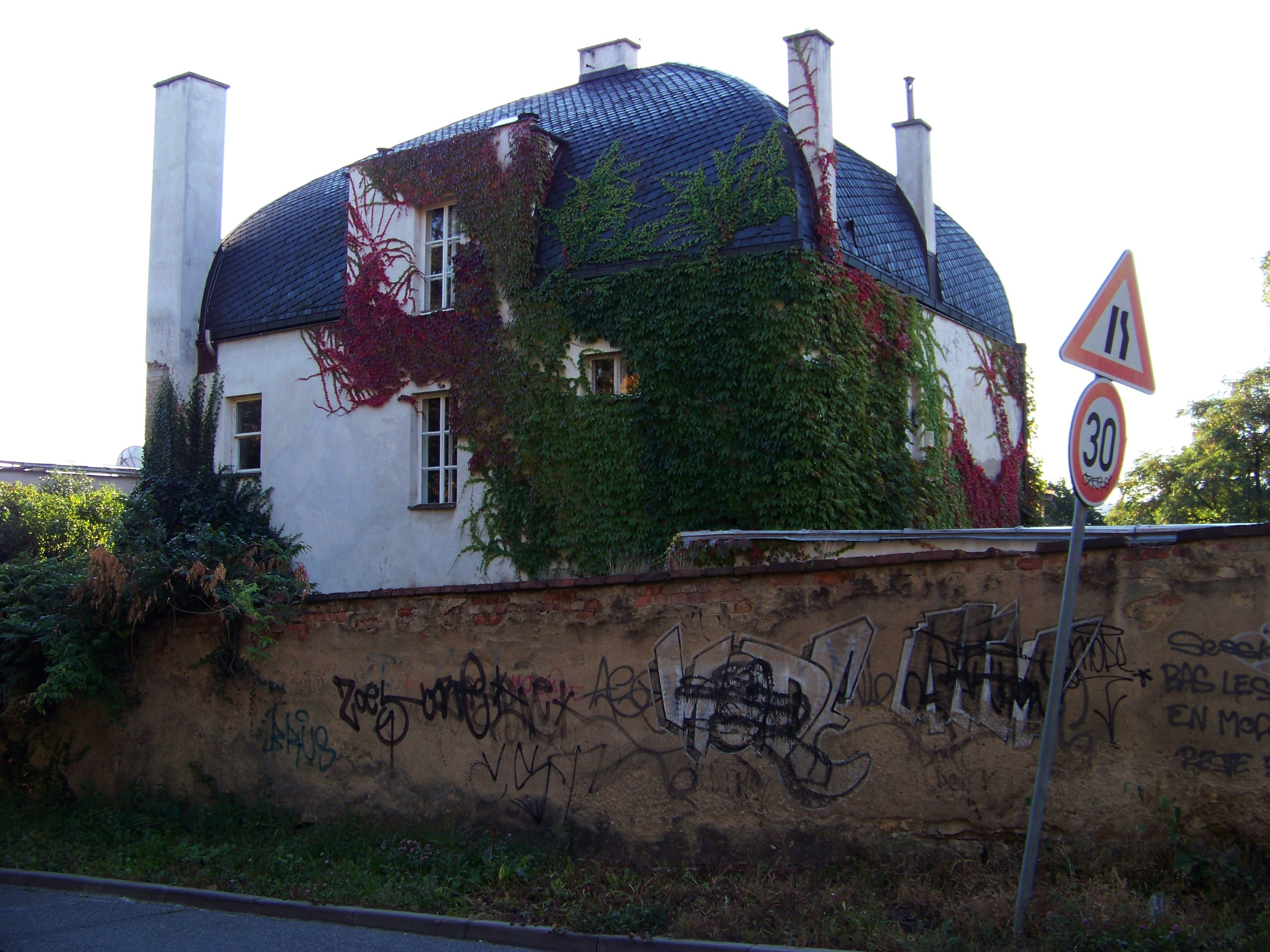
Villa Pick in Prag

Ernst Wiesner (* 21. Januar 1890 in Malatzka, Slowakei, damals Königreich Ungarn; † 15. Juli 1971 in Liverpool; auch Arnošt Wiesner) war ein tschechoslowakischer Architekt der Moderne.
Wiesner studierte von 1908 bis 1913 an der Technischen Hochschule Wien und der Akademie der bildenden Künste Wien (bei Friedrich Ohmann) in Wien. Nach dem Ersten Weltkrieg arbeitete er bis 1939 aktiv als freier Architekt in der mährischen Stadt Brünn. Sein Werk wurde stark von Adolf Loos beeinflusst und seine puristischen Strukturen mit klassizistischer Ausgewogenheit und Monumentalität gelten als die besten Bauwerke dieser Epoche in Brünn. 
Wiesner emigrierte 1939 nach Großbritannien, wo er dem antifaschistischen Widerstand im Ausland angehörte. Nach dem Zweiten Weltkrieg blieb er in England. Von 1948 bis 1950 war er Dozent an der School of Architecture der University of Oxford und bis 1960 an der University of Liverpool. 1969 erhielt er die Ehrendoktorwürde der damaligen Jan-Evangelista-Purkyně-Universität und heutigen Masaryk-Universität in Brünn.

## Werke in Brünn (Auswahl)
- 1919–1920: Gartenhaus aus Holz, Drobného 28
- 1919–1922: Wohnhaus Guttmann, Údolní (Talgasse, 1952–1990: třída Obránců míru) 66
- um 1920: Frauenheim, Tvrdého 18
- 1920–1925: Block des sogenannten Weißen Hauses und der Česká banka Union, später Československý rozhlas (Tschechische Union-Bank / Tschechoslowakischer Rundfunk), Mozartova 3 und Beethovenova 4
- 1924–1926: Villa Münz, Hroznová 19
- 1925: Villa, Kalvodova 2
- 1925–1930: Stadtkrematorium, Jihlavská 1
- 1926: Villa Stein, Barvičova 25
- 1927–1936: Block des Morava-Palastes und der Mährischen Landversicherungsanstalt, Divadelní 3 und Malinowski-Platz
- 1927–1928: Zweifamilienhaus auf der Werkbundsiedlung Nový Dům, Bráfova 109–111
- 1928–1929: Villa Neumark, Vinařská 38
- 1929–1930: Villa Stiassny, Hroznová 14
- 1929–1930: Villa Haas, Lipová 43
- 1929–1930: Mährische Bank (zusammen mit Bohuslav Fuchs), náměstí Svobody (Freiheitsplatz) 21
- 1930–1931: Laubenganghaus mit Kleinwohnungen der Genossenschaft Freundschaft, Rybářská 50
- 1930–1931: Villa Pick in Prag-Smíchov, U Mrázovky 2071/7